# Xystrota psecasta
Xystrota psecasta là một loài bướm đêm trong họ Geometridae.